# Haïm Nahman Bialik
Pour les articles homonymes, voir Bialik.
Haïm Nahman Bialik (hébreu : חיים נחמן ביאליק, prononcé Khaïm Nakhman Bialik, 9 janvier 1873, Radi – 4 juillet 1934, Vienne) est un poète de langue hébraïque, « le plus significatif de sa génération » selon Abraham Golek, dans l'Encyclopédie Universalis, le « poète national d'Israël » selon Yosef Klausner,. Poète, prosateur, essayiste et journaliste, Bialik passe son enfance  en Volhynie (Empire russe), puis vit à Odessa avant de quitter l'URSS en 1922 et d'émigrer en Palestine en 1924.

## Biographie

### Jeunesse
Né en 1873 à Radi, un village de Volhynie (Ukraine), orphelin de père à l’âge de 7 ans, Bialik est élevé dans l’orthodoxie par son grand-père à Jitomir. En 1889, il part étudier dans la yechiva (école talmudique) de Volozhin, en Lituanie. Il étudie le Talmud mais le conservatisme qui règne dans l'école ne lui convient pas, mais c'est pour lui, malgré tout, l'occasion de rencontrer un groupe de l'organisation des Amants de Sion. Dix-huit mois plus tard, il quitte la yeshiva, en ayant abandonné sa foi et la pratique religieuse. Il va s’installer à Odessa, ville qu'il apprécie. C’est là qu’il rencontre Ahad Ha'Am, un penseur juif dont les idées sionistes inspireront ses textes et sa propre vie. Il découvre la littérature russe, s’identifiant notamment aux personnages tourmentés de Dostoïevski. En 1892 paraît son premier poème, « À l’oiseau (he) ».

### Odessa
En 1893, il épouse Manya Averbuch (he), fille d'un marchand de bois; le couple n'aura pas d’enfant. Bialik travaille durant quatre ans dans ce domaine, ce qui le mettra en contact la nature et nourrira sa solitude, deux éléments qui influenceront sa poésie. En 1897, il devient instituteur à Sosnowiec, dans le sud de la Pologne. En 1900, il est de retour à Odessa, et continue à enseigner. Son premier recueil de poèmes paraît en 1901. suivi d'un deuxième en 1908 — qui sera réédité huit fois en quinze ans. En 1902, il s’associe avec quelques écrivains, et le groupe fondera en 1905 la maison d’édition, Moriah, qui deviendra plus tard Dvir (he). Il est alors déjà reconnu comme un grand poète.

### Kichinev
En 1903, au lendemain du pogrom de Kichinev (aujourd'hui Chisinau), il est dépêché sur les lieux comme journaliste pour rendre compte de ce qui s'est passé. Pourtant, c'est surtout en poète qu'il en parlera: cet événement nourrit sa révolte contre ce qu'il considère comme la foi aveugle et passive de ses coreligionnaires, et c'est  ce qu'il exprimera dans le poème « Dans la ville du massacre (en) ». À Kichinev, il rencontre Ira Jan (en), une artiste peintre mariée et mère d'une petite fille, qui fut sa maîtresse durant trois semaines et qui dira: « Ces trois semaines m'ont donné le bonheur d'être avec notre grand poète. Il m'a ramené à mon peuple et à lui-même ». L'année suivante, à la demande de l’historien Joseph Klausner, Bialik accepte le poste de corédacteur en chef de la revue littéraire Ha-Shiloah, fondée quelques années plus tôt par Ahad Ha'Am. Il en démissionne en 1909.

### Palestine
C’est en 1909 aussi qu’il se rend pour la première fois en Palestine. Il décide en 1920 de quitter Odessa et de s'établir définitivement en Palestine mandataire pour fuir la dictature bolchevique. Il obtient l'autorisation de partir en 1921, grâce à l'aide de Maxime Gorki. L'entremise de Gorki permettra aussi à Bialik d'obtenir la même autorisation pour vingt-et-un poètes juifs et leurs familles.
Cependant, c'est d'abord à Berlin qu'il s'arrête, où il se consacre à sa maison d’édition Dvir, avant de s’installer, en 1924, à Tel-Aviv, ville qu'il choisit car plus moderne que Jérusalem. On lui réserve un accueil triomphal, et il fait bâtir une maison de style oriental. 
Sa maison, aujourd’hui transformée en musée, sert de salon littéraire. Il lutte en faveur du shabbat, bien qu'il ait délaissé la religion dans sa vie privée. En 1934, peu avant de mourir, il instaure le Oneg Shabbat qui vise à encourager les gens à pratiquer le shabbat. Son initiative va gagner d’abord  Tel-Aviv, avant s'étendre à tout le pays et même à la diaspora juive.

### Mort
Le 4 juillet 1934, Bialik meurt dans un hôpital de Vienne, peu après une intervention chirurgicale pour un cancer de la prostate. Dès le lendemain, le quotidien Davar titre sur sa première page : « Israël est orphelin, Haïm Nahman Bialik n’est plus ». Un deuil national est proclamé. Bialik est enterré au cimetière de la rue Trumpeldor à Tel-Aviv, aux côtés de son mentor Ahad Ha'Am.

## Œuvre
Bialik, principalement connu comme poète, écrit aussi quelques nouvelles en prose, plusieurs essais ou articles, quelques traductions, et, en collaboration avec son ami Ravnitsky (en), le Livre des Légendes (en) (« Sefer Ha-Aggada »), compilation des légendes de la tradition juive, et que le poète tenait pour l'œuvre de sa vie. De manière générale, son œuvre est une illustration de la tendance néoromantique qui a vu le jour dans la littérature hébraïque ou la littérature yiddish au lendemain des pogroms des années 1881-1882. Qualifié dans ses écrits de « faible étincelle » à son époque, le judaïsme traditionnel est l'objet de sentiments ambivalents dans son œuvre. Bialik se dit « dans une confusion d’ombre et de lumière ».
Bialik, tout en critiquant un abandon des valeurs juives, est aussi hostile à ce qu'il juge passéiste et à ceux qui restent au shtetl. Dans son poème « L’Assidu », il décrit un étudiant de yeshiva qui sacrifie sa jeunesse pour tenter d’assurer la survie de la tradition. Dans le long poème (trois cent vers) « Dans la ville du massacre (en) » qu’il consacre au pogrom de Kichinev (1903), il dénonce davantage la résignation et le fatalisme des victimes que la cruauté des assassins. Il est temps, dit-il alors, de tourner le dos à des siècles d’oppression, et de cesser d’attendre de Dieu le salut. Bialik donne une version de ce poème en hébreu et une en yiddish.
Dans ses nouvelles en prose, notamment « Derrière la clôture », ou « Le clairon a eu honte », il illustre la difficulté de sa génération à trouver sa place entre un monde qui meurt et celui qu’elle voit naître, dans la douleur, sous ses yeux, entre un contexte historique, social et religieux très pesant, et un idéal de liberté trop longtemps réfréné. Cependant, son œuvre, qui ne se limite pas au nationalisme, a une portée universelle.
Bialik, inspiré par la Bible, choisit l'hébreu comme langue d'écriture. Sa relation à la Bible est à la fois respectueuse et audacieuse, souvent sous l'influence d'évènements historiques. Il entend dénoncer une conception naïve et anachronique des textes.

## Hommages
La maison d'édition « Mossad Bialik », le « prix Bialik » remis par la municipalité de Tel-Aviv, la ville de Kiryat-Bialik et les moshavim Kfar-Bialik et Guivat-Hen (en) (« HeN » : initiales de « Haim-Nahman »), ainsi que des dizaines de rues, écoles ou institutions portent son nom en Israël et dans d'autres pays.